# 7837 Mutsumi
7837 Mutsumi este un asteroid din centura principală de asteroizi.

## Descriere
7837 Mutsumi este un asteroid din centura principală de asteroizi. A fost descoperit pe 11 octombrie 1993 la Yatsuka de Hiroshi Abe (astronom) și Seidai Miyasaka. Asteroidul prezintă o orbită caracterizată de o semiaxă mare de 2,62 ua, o excentricitate de 0,30 și o înclinație de 11,6° în raport cu ecliptica.